# Call-to-action
Call-to-action (wezwanie do działania) – definicja marketingowa stosowana w sprzedaży i reklamie. Oznacza każdy element, który został zaprojektowany, aby zachęcić do natychmiastowej sprzedaży. W języku potocznym odnosi się do użycia słów, zwrotów i komunikatów nawołujących do sprzedaży.

## CTAw marketingu
W marketingu Call to action jest instrukcją skierowaną do odbiorców, ma ona na celu wywołać natychmiastową reakcję, najlepiej przy użyciu czasownika rozkazującego np.:
- zadzwoń teraz,
- odwiedź nasz sklep,
- skorzystaj z oferty.

Inny typ nawiązania do działania może dostarczać konsumentom mocnych powodów, aby skorzystać z oferty, np.:
- dwa w cenie jednego,
- oferta wygaśnie o północy,
- zamów w ciągu godziny, a otrzymasz gratis.

W dobrym wezwaniu do działania chodzi o ukazanie klientom kluczowych powodów zachęcających do podjęcia decyzji zakupowej.

## CTAna stronach internetowych
W projektowaniu stron internetowych CTA mogą stanowić banery, przyciski, grafiki lub tekst znajdujący się na stronie. Takie wezwanie do działania ma zachęcić użytkownika do kliknięcia w celu kontynuowania ścieżki konwersji. To bardzo ważna część marketingu, bo w aktywny sposób stara się przekształcić zwykłego użytkownika w potencjalnego klienta, aby ostatecznie został klientem.
Sukces konkretnego nawiązania do działania można badać za pomocą współczynnika klikalności (ang. clickthrough rate (CTR)), współczynnika konwersji i stosując testy A/B. W testach A/B użytkownikom prezentuje się na zmianę dwie różne grafiki i wybiera tę, która wygenerowała lepszy współczynnik konwersji.